# Daniel Pandèle
Daniel Pandèle (nascido em 24 de dezembro de 1961) é um ex-ciclista de pista francês que competiu na perseguição por equipes do ciclismo nos Jogos Olímpicos de Verão de 1992, representando França.